# Шафоренко Костянтин Едуардович
Костянтин Едуардович Шафоренко (*16 липня 1963, Житомир) — український актор та режисер. Заслужений артист України (1996).
Навчався у Київському державному інституті театрального мистецтва ім. І. Карпенка-Карого, де закінчив акторський (1984) та режисерський (1994) факультет.

## Фільмографія
- «Все перемагає любов» (1987), Сашко Діденко, гол. роль,
- «Шлях до пекла» (1988), Олег Нечаєв,
- «Гу-га» (1990), Ченцов,
- «Вінчання зі смертю» (1992),
- «Капітан Крокус і Таємниця маленьких змовників»,
- «Зів'яла сакура в моєму саду, ти знову проходиш повз мене»,
- «Серця трьох—2»,
- «Трамвай удачі»,
- «Об'єкт „Джей“»,
- «Москаль-чарівник»,
- «Фучжоу» (1994),
- «Judenkreis, або Вічне колесо» (1996),
- «Дві Юлії»,
- «Запороги»
- «Чорна Рада»
- «Гвардія»

Режисер стрічок:
- «Шоста година останнього тижня кохання» (1994),
- «Панна» (2004),
- «Полювання за тінню» (2005),
- «Жіноча робота з ризиком для життя» (2006).